# Werner Schweizer (Regisseur)
Werner «Swiss» Schweizer (* 20. Juni 1955 in Kriens, Kanton Luzern) ist ein Schweizer Dokumentarfilmer und Filmproduzent.

## Leben
Im Anschluss an das Gymnasium Immensee studierte Schweizer an der Universität Zürich Soziologie, Publizistik und Europäische Volksliteratur. Er war 1976 Mitbegründer der Genossenschaft Videoladen Zürich. Von 1983 bis 1989 war er als freier Journalist für diverse Tageszeitungen tätig. Seit 1989 arbeitet er als Autor und Regisseur von Dokumentarfilmen für Kino und Fernsehen und leitet seit 1994 zusammen mit Samir die Filmproduktionsfirma Dschoint Ventschr, wo er als Produzent für Dokumentarfilmprojekte zuständig ist. Er war Mitverfasser einer Doppelbiographie über Theo Pinkus  und dessen Frau Amalie Pinkus.
Werner Schweizer ist auch Weinproduzent.

## Filmografie
- 1989: Dynamit am Simplon
- 1991: Daedalus (Produktion)
- 1996: Noel Field – Der erfundene Spion
- 2002: Von Werra
- 2003: Voyages, voyages Engiadina
- 2004: Höllentour (Co-Regie mit Pepe Danquart)
- 2008: Hidden Heart
- 2011: Salecina[3]
- 2013: Verliebte Feinde[4]
- 2016: Offshore: Elmer und das Bankgeheimnis
- 2017: Unerhört jenisch
- 2022: Erica Jong – Breaking the Wall (Koproduzent, zusammen mit Sereina Gabathuler und Kaspar Kascis)
- 2024: Operation Silence – die Affäre Flükiger[5]

## Auszeichnungen
- 2008: Zürcher Filmpreis für Hidden Heart